# Chrysocale quadruplex
Chrysocale quadruplex là một loài bướm đêm thuộc phân họ Arctiinae, họ Erebidae.